# Граф Купер

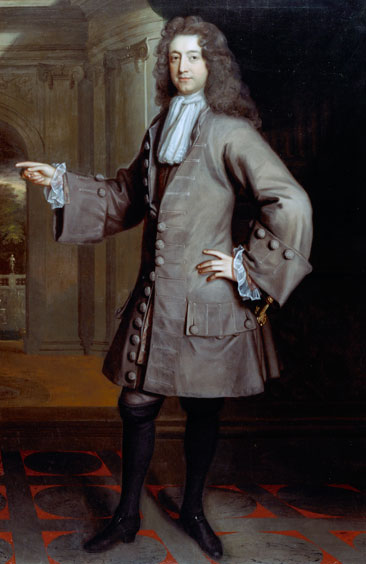
Уильям Купер, 1-й граф Купер (1665—1723)

Граф Купер (англ. Earl Cowper) — угасший наследственный титул в системе пэрства Великобритании. Он был создан в 1718 году Георгом I для Уильяма Купера, 1-го барона Купера (1665—1723), его первого лорда-канцлера. 14 декабря 1706 года Уильям Купер получил титул барона Купера из Вингхэма в графстве Кент, став пэром Англии. Дополнительный титул: виконт Фордвик в графстве Кент (пэрство Великобритании). Уильям Купер был правнуком Уильяма Купера (1582—1664), который 4 марта 1642 года получил титул баронета из Ратлинга Корт в графстве Кент. В 1664 году ему наследовал внук, Уильям Купер, 2-й баронет (1639—1706). Он представлял Хартфорд в Палате общин. Ему наследовал старший сын, вышеупомянутый Уильям Купер, 3-й баронет (1665—1723), который получил титулы барона Купера (1706) и графа Купера (1718). В 1706 году Лорд Купер женился вторым браком на Мэри Клаверинг, дочери Джона Клаверинга из Chopwell (графство Дарем).
В 1723 году ему наследовал его сын, Уильям Клаверинг-Купер, 2-й граф Купер (1709—1764). Он принял дополнительную фамилию «Клаверинг». Он женился на Леди Генриетте, младшей дочери Генри де Нассау д’Оверкирка, 1-го графа Грэнтема, родственника голландского Оранского дома и графов Священной Римской империи. В 1772 году после смерти Леди Фэнсис Эллиот, старшей сестры Леди Купер, Джордж Клаверинг-Купер (1738—1789), сын 2-го графа, носивший титул лорда Грэнтема, 31 января 1778 года получил титул князя Священной Римской империи (принц Нассау д’Оверкирк) от германского императора Иосифа II. Король Георг III разрешил использовать этот титул в Великобритании.
Питер Нассау Клаверинг-Купер, 5-й граф Купер (1778—1837), второй сын 3-го графа, который наследовал графский титул после ранней смерти своего неженатого старшего брата, был членом Королевского общества. Ему наследовал его старший сын, Джордж Купер, 6-й граф Купер (1806—1856). Он представлял Кентербери в Палате общин (1830—1835) и служил лордом-лейтенантом графства Кент (1846—1856). Лорд Купер женился на достопочтенной Энн Флоренс де Грей, дочери Томаса де Грея, 2-го графа де Грея и 6-го барона Лукаса. В 1859 году после смерти отца Энн Флоренс Купер унаследовала титул 7-я баронессы Купер. Им наследовал их старший сын, Фрэнсис Томас де Грей Купер, 7-й граф Купер и 8-й барон Лукас (1834—1905).
Фрэнсис Купер, 7-й граф Купер, был либеральным политиком и служил лордом-лейтенантом Ирландии (1880—1882). В 1871 году для него был восстановлен титул лорда Дингуолла (пэрство Шотландии). Лорд Купер был бездетным и после его смерти в 1905 году титулы баронета из Ратлинг Корта, барона Купера, виконта Фордвика и графа Купера прервались. А титулы барона Лукаса из Крудвелла и лорда Дингуолла унаследовал его племянник Оберон Герберт (1876—1916), сын Оберона Герберта и Флоренс Купер, дочери Джорджа Купера, 6-го графа Купера.

## Другие члены рода Купер
- Спенсер Купер (1670—1728), политик и адвокат, младший сын сэра Уильяма Купера, 2-го баронета, и брат Уильяма Купера, 1-го графа Купера;
  - Эшли Купер (ум. 1788), парламентский клерк, сын предыдущего;
  - Уильям Купр (ум. 1740), парламентский клерк, брат предыдущего;
    - Уильям Купер (1722—1769), член парламента от Хартфорда (1768), сын предыдущего;
    - Спенсер Купер (1726—1797), генерал-лейтенант британской армии, брат предыдущего;
      - Генри Купер, клерк Палаты лордов, сын предыдущего;

  - Преподобный Джон Купер (ум. 1756), отец поэта Уильяма Купера (1731—1800);
- Уильям Купер-Темпл, 1-й барон Маунт-Темпл (1811—1888), второй сын 5-го графа Купера;
- Достопочтенный Генри Купер (1836—1887), второй сын 6-го графа Купера, депутат Палаты общин от Хартфордшира (1865—1885).

## Баронеты Купер из Ратлинг Корта (1642)

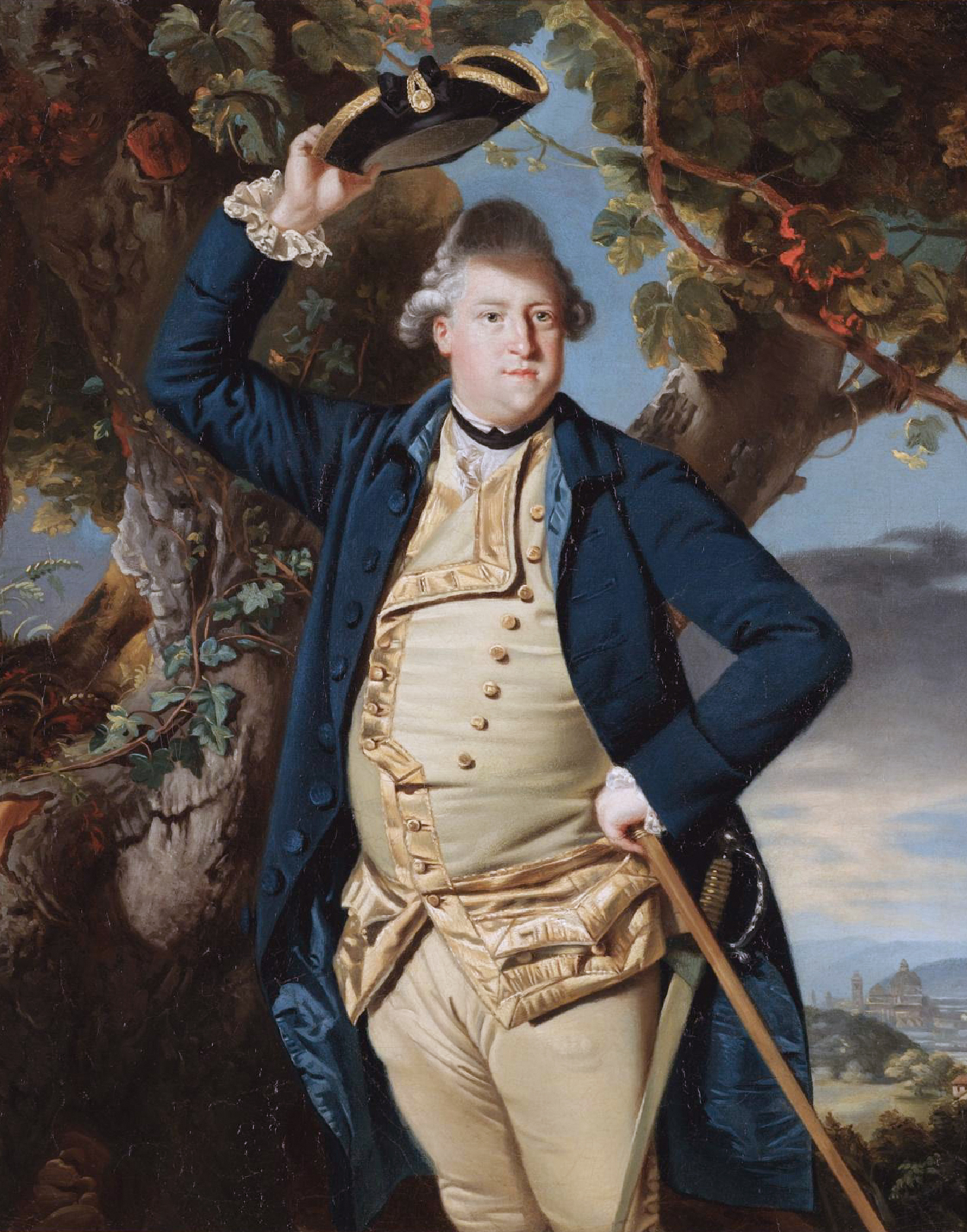
Джордж Нассау Клаверинг Купер, 3-й граф Купер

- Сэр Уильям Купер, 1-й баронет (7 марта 1582 — 20 декабря 1664), сын Джона Купера (1559—1609);
- Сэр Уильям Каупер, 2-й баронет (1639—1706), сын Джона Купера и внук Уильяма Купера, 1-го баронета;
- Сэр Уильям Купер, 3-й баронет (1665 — 10 октября 1723), старший сын 2-го баронета, барон Купер с 1706 года, граф Купер с 1718 года.

## Графы Купер (1718)

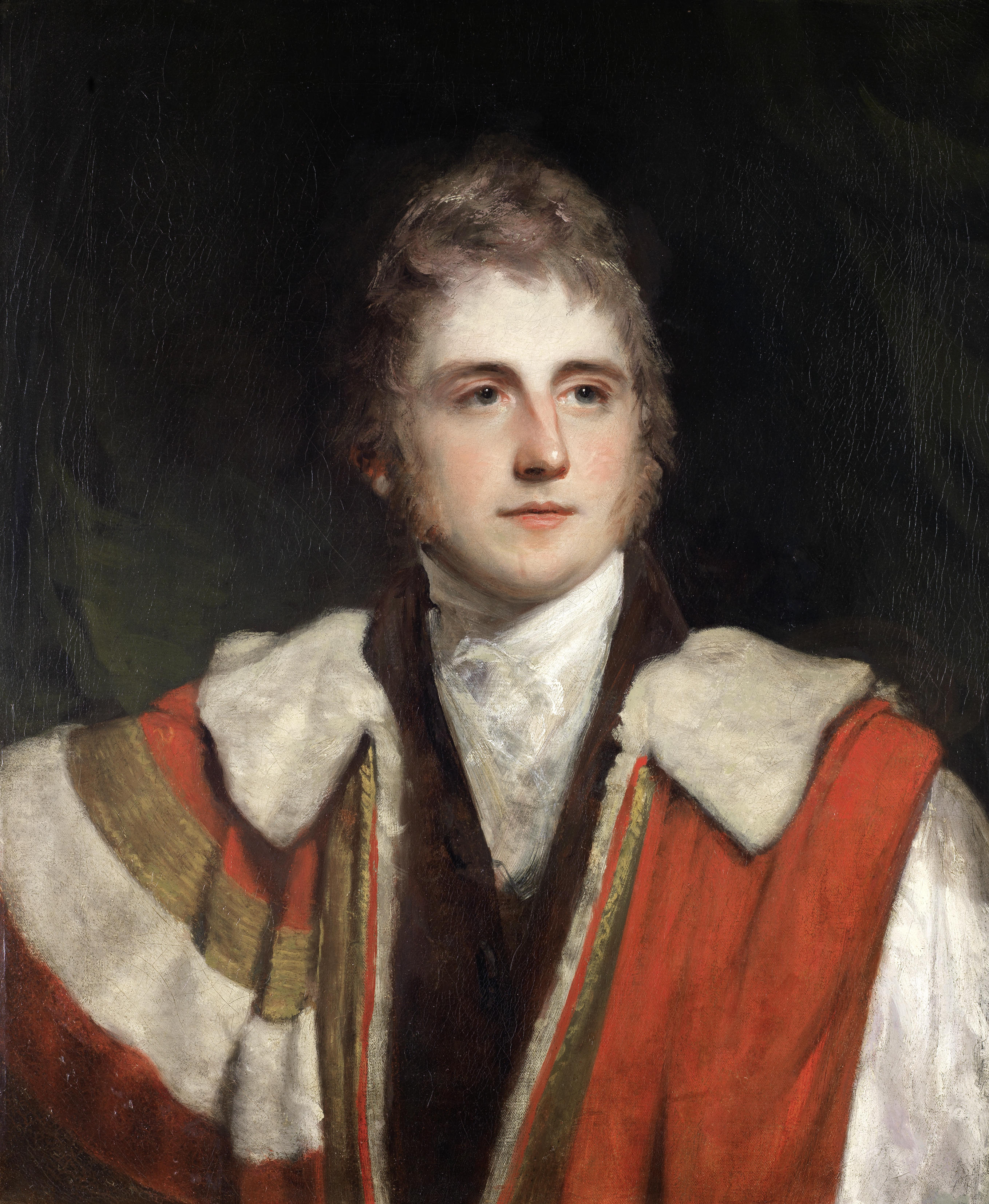
Питер Фрэнсис Леопольд Нассау Купер, 5-й граф Купер, автор — Джон Хопнер

- 1718—1723: Уильям Купер, 1-й граф Купер, 1-й барон Купер (1665 — 10 октября 1723), старший сын сэра Уильяма Купера, 2-го баронета;
- 1723—1764: Уильям Клаверинг-Купер, 2-й граф Купер (13 августа 1709 — 18 сентября 1764), старший сын предыдущего;
- 1764—1789: Джордж Нассау Клаверинг-Купер, 3-й граф Купер (26 августа 1738 — 22 декабря 1789), сын предыдущего;
- 1789—1799: Джордж Огастес Клаверинг-Каупер, 4-й граф Купер (9 августа 1776 — 12 февраля 1799), старший сын предыдущего;
- 1799—1837: Питер Леопольд Луис Фрэнсис Нассау Клаверинг-Купер, 5-й граф Купер (6 мая 1778 — 21 июня 1837), младший сын 3-го графа Купера;
- 1837—1856: Джордж Августус Фредерик Купер, 6-й граф Купер (26 июня 1806 — 15 апреля 1856), старший сын предыдущего;
- 1856—1905: Фрэнсис Томас де Грей Купер, 7-й граф Купер (11 июня 1834 — 18 июня 1905), старший сын предыдущего.